# Maria Eitz
Maria Eitz, née le 24 février 1941 et morte le 16 juillet 2024 à San Francisco est une autrice féministe, militante pour les droits des enfants et  théologienne allemande et la première femme prêtre catholique de San Francisco.

## Biographie

### Jeunesse et formation
Maria Eitz nait en Allemagne de l'Est le 24 février 1941 durant la deuxième guerre mondiale. Elle est élevée par sa grand mère, mais sa mère la place dans un orphelinat. Cet évènement détermine son engagement futur en faveur des enfants victimes de conflits armés. 
Elle émigre aux États-Unis en 1963. Elle étudie la théologie obtenant un master, puis plus tard la psychologie de l'enfant, obtenant son doctorat à l'université Marquette à Milwaulkee, une université jésuite. Elle est profondément influencée par Pierre Teilhard de Chardin et Karl Rahner. Elle rédige sa thèse de master en 1969  sur le thème de la théologie de l'espoir intitulée Christian Mission in the Light of Moltmann's Theology of Hope inspirée par l'œuvre de Jürgen Moltmann. 

### Carrière et engagements
Pendant la guerre froide elle s'engage pour réunir des enfants avec leurs parents en Allemagne.  Elle est bénévole pour Friends For All Children au Viêt Nam. Elle fait partie du San Francisco Child Abuse Center pendant 35 ans. Elle fonde une organisation médicale bénévole au Soudan et en Somalie pour aider les victimes de la famine.
Maria Eitz fait partie du mouvement Roman Catholic Womenpriests, né en 2002, qui procède à des ordinations de femmes catholiques dans la tradition catholique mais dont les actions ont été désavouées par l'Église catholique romaine. Ce mouvement dissident a ceci de particulier qu'il ne cherche pas à quitter l'Église catholique ni à argumenter sur l'impasse doctrinale de 1983 de l'ECR à propos de l'ordination des femmes mais propose un modèle subversif ecclésial alternatif basé dans la pratique[Quoi ?].
Elle est ordonnée prêtre catholique en 2013 à San Francisco à la demande de sa communauté religieuse Sophia in Trinity à San Francisco, devenant la première femme ordonnée prêtre catholique dans cette ville,,,,,,.
Elle officie dans le temple protestant Trinity and St Peter, au cours de cérémonies où l'accent est mis sur l'inclusivité.
Maria Eitz meurt le 16 juillet 2024 à San Francisco.

## Publications
- (en) Desert Tales, Outskirts Press, Inc., 2013 (ISBN 978-1478716181)
- (en) Ten days in Berlin, Outskirts Press, 2014 (ISBN 978-1478729907)
- (en) Buffalo, Carry Me Home: A Tale of the Fall of Saigon, Outskirts Press, 2015, 344 p. (ISBN 978-1478751854)
- (en) Stone River Rain : Currents in a Single Flow, Outskirts Press, 2016, 214 p. (ISBN 978-1478770978)